# Allar Raja
Allar Raja (ur. 22 czerwca 1983) – estoński wioślarz, brązowy medalista olimpijski z Rio de Janeiro, dwukrotny mistrz i wicemistrz Europy, dwukrotny brązowy medalista mistrzostw świata.
Reprezentant Estonii w wioślarskiej czwórce podwójnej podczas Letnich Igrzysk Olimpijskich 2008 w Pekinie.
W 2016 roku zdobył brązowy medal olimpijski na igrzyskach w Rio de Janeiro w rywalizacji wioślarskich czwórek podwójnych mężczyzn. W estońskiej czwórce wystąpił wraz z Kasparem Taimsoo, Tõnu Endreksonem i Andreiem Jämsä. Czwórka zwyciężyła w rundzie eliminacyjnej, a w finale przegrała z Niemcami i Australią.

## Osiągnięcia
- Mistrzostwa świata – Gifu 2005 – dwójka podwójna – 14. miejsce[4].
- Mistrzostwa świata – Eton 2006 – czwórka podwójna – 3. miejsce[1][4].
- Mistrzostwa świata – Monachium 2007 – czwórka podwójna – 8. miejsce[1][4].
- Mistrzostwa Europy – Poznań 2007 – czwórka podwójna – 5. miejsce[4].
- Igrzyska olimpijskie – Pekin 2008 – czwórka podwójna – 9. miejsce[1][4].
- Mistrzostwa Europy – Ateny 2008 – czwórka podwójna – 1. miejsce[4].
- Mistrzostwa świata – Poznań 2009 – dwójka podwójna – 3. miejsce[4].
- Mistrzostwa Europy – Brześć 2009 – dwójka podwójna – 1. miejsce[4].
- Mistrzostwa Europy – Montemor-o-Velho 2010 – dwójka podwójna – 2. miejsce[4].
- Igrzyska olimpijskie – Rio de Janeiro 2016 – czwórka podwójna – 3. miejsce[4].